# Моте-сюр-фьой
Моте-сюр-фьой (фр. Mothais sur feuille) — французький сир з козячого молока. Назва цього сиру походить від назви комуни Ла-Мот-Сент-Ері, у департаменті Де-Севр, але область його виготовлення трохи ширше. Його виробляють на півдні історичної області Пуату, а саме — в південній частині департаменту Де-Севр, на півдні департаменту В'єнна, на півночі департаменту Шаранта і в департаменті Приморська Шаранта. Сир Моте-сюр-фьой продається на місцевих ринках з 1840 року.
У 2002 році був утворений Союз захисту Моте-сюр-фьой з метою отримання сертифіката Контролю достовірності походження.

## Процес виготовлення
Для виготовлення цього сиру використовується пастеризоване незбиране козяче молоко. Сир отримують шляхом дуже повільного згортання і подальшого дозрівання на аркуші каштана або платана, який вбирає вологу і, таким чином, Моті-сюр-фьой отримує більш еластичну і кремоподібну текстуру і більш тонку скоринку.
Сир має форму круга розміром 10–12 см в діаметрі і 2–3 см заввишки. Вага такого круга у продажу становить від 180 до 200 грам. Вміст жирів в цьому сирі становить 45 %.
До 2007 року обсяг виробництва цього сиру досяг приблизно 200 тонн, з яких 85 тонн склали фермерські сири.

## Вживання

### Зберігання
Цей сир зберігається в прохолодному місці, у відсіку холодильника, призначеному для овочів.

### Рекомендовані вина
- рожеве шампанське
- біле або червоне вино колишньої провінції Турень
- місцевий шарантське червоне вино

### Рекомендований сезон
Цей сир їдять з початку весни до пізньої осені.